# FIRST TOUR 2010 ルーレットを回せ! 〜LIVE & DOCUMENTARY FILMS〜
『FIRST TOUR 2010 ルーレットを回せ! 〜LIVE & DOCUMENTARY FILMS〜』（ファースト ツアー にせんじゅう ルーレットをまわせ ライヴ アンド ドキュメンタリーフィルム）は、日本のロックバンド・L'Arc〜en〜Cielのベーシスト、TETSUYAのライヴビデオ。2010年12月15日発売。発売元はKi/oon Records。

## 解説
tetsuya（L'Arc〜en〜Ciel）が2001年より開始したソロワークスで発表した初のライヴビデオ。
本作は、ソロ名義の活動で初めて開催したライヴツアー「FIRST TOUR 2010 ルーレットを回せ！」のSHIBUYA-AX公演のライヴ映像と、ツアーのドキュメントを収録した映像作品となっている。また、本作には、これまでにTETSU69、tetsu、TETSUYA名義で発表した楽曲に加え、このツアーに向けて制作した新曲「Are you ready to ride?」、L'Arc〜en〜Cielの楽曲「READY STEADY GO」のセルフカバーを含めた全10曲のライヴ映像が収録されている。ちなみにこの公演の模様は、翌2012年10月に発表したライヴビデオ『LIVE SELECTIONS 2010-2012』にも収録されている。なお、2012年に発表した作品には公演で演奏した全ての楽曲のライヴ映像が収録されている。
本作は、通常盤（2DVD）のみの1形態で発売されている。初回限定仕様はスペシャルパッケージ仕様となっており、フォトブックレットが封入されている。また、翌2011年1月に発表されたアルバム『COME ON!』と本作の2作品の購入者を対象に、抽選100名で、シングルおよびアルバムに付属していたトレーディングカードを収めるための特製ファイルケースをプレゼントするキャンペーンが実施されている。

## 収録曲
1. LOOKING FOR LIGHT
2. Can't stop believing
3. wonderful world
4. SCARECROW
5. WHITE OUT
6. 蜃気楼
7. lonely girl
8. Roulette
9. READY STEADY GO
10. Are you ready to ride?